# Franz Kahn (Jurist)
Franz Michael Kahn (2. August 1861 in Mannheim – 6. Dezember 1904 in Straßburg) war als deutscher Jurist und Autor von Fachpublikationen ein führender Vertreter der modernen positivistischen Schule des Internationalen Privatrechts und „Entdecker“ der Qualifikation als einem zentralen strukturellen Problem des Internationalen Privatrechts.

## Leben
Franz Kahn wurde als Sohn des Mannheimer Industriellen und Bankiers Bernhard Kahn und der Emma geb. Eberstadt (1840–1906) als ältestes von acht Kindern geboren. Zu seinen Geschwistern zählten der Komponist Robert Kahn, der Bankier und Mäzen Otto Hermann Kahn und Lili Deutsch, Ehefrau des AEG-Mitgründers Felix Deutsch. Franz Kahn studierte Rechtswissenschaft an den Universitäten in Berlin, Heidelberg, München, Leipzig und Freiburg im Breisgau. 1884 wurde er an der Universität Leipzig zum Dr. jur. promoviert. 1885 und 1888 legte er die beiden juristischen Staatsexamina ab. Nach Aufenthalten in Paris und London zum Studium des französischen und englischen Rechts veröffentlichte er 1891 seine grundlegend bedeutende Abhandlung Gesetzeskollisionen. 1890/91 arbeitete er an den Amtsgerichten zuerst von Karlsruhe, dann von Bretten. Wegen einer Tuberkuloseerkrankung musste er das Richteramt aufgeben. Er zog sich ins Privatleben zurück und widmete sich, ab 1896 in Baden-Baden, ab 1900 in Heidelberg lebend, als Privatgelehrter und Autor seinem Spezialgebiet, dem Internationalen Privatrecht.

## Franz-Kahn-Bibliothek
Franz Kahn vermachte nach seinem Tod seine umfangreiche Privatbibliothek dem in Kiel lehrenden Theodor Niemeyer. Die Bibliothek wurde zum Grundstock der Bibliothek des späteren Instituts für Internationales Recht an der Christian-Albrechts-Universität zu Kiel.

## Werke (Auswahl)
- Zur Geschichte des römischen Frauen-Erbrechts, 1885 (Dissertation Universität Leipzig 1884)
- Gesetzeskollisionen. Ein Beitrag zur Lehre des internationalen Privatrechts, in: [Jherings] Jahrbücher für die Dogmatik des heutigen römischen und deutschen Privatrechts, Bd. 30 (Neue Folge Bd. 18), Jena 1891, S. 1–143 = in: Otto Lenel / Hans Lewald [Hrsg.]: Franz Kahn – Abhandlungen zum internationalen Privatrecht, München 1928, Bd. 1, S. 1–123.
- Der Grundsatz der Rückverweisung im deutschen Bürgerlichen Gesetzbuch und auf dem Haager Kongress für internationales Privatrecht, in: [Jherings] Jahrbücher für die Dogmatik des heutigen römischen und deutschen Privatrechts, Bd. 36 (Neue Folge Bd. 24), Jena 1896, S. 366–408 = in: Otto Lenel / Hans Lewald [Hrsg.]: Franz Kahn – Abhandlungen zum internationalen Privatrecht, München 1928, Bd. 1, S. 124–160.
- Über Inhalt, Natur und Methode des internationalen Privatrechts, in: [Jherings] Jahrbücher für die Dogmatik des heutigen römischen und deutschen Privatrechts, Bd. 40 (2. Folge Bd. 4), Jena 1899, S. 1–78 = in: Otto Lenel / Hans Lewald [Hrsg.]: Franz Kahn – Abhandlungen zum internationalen Privatrecht, München 1928, Bd. 1, S. 255–326.
- Bedeutung der Rechtsvergleichung mit Bezug auf das internationale Privatrecht. Bericht fur den Congrès international de droit comparé (Paris 1900), in: Zeitschrift für internationales Privat- und Strafrecht, Bd. 10, Leipzig 1900, S. 97–105 = in: Otto Lenel / Hans Lewald [Hrsg.]: Franz Kahn – Abhandlungen zum internationalen Privatrecht, München 1928, Bd. 1, S. 491–503.
- Das zeitliche Anwendungsgebiet der örtlichen Kollisionsnormen, in: [Jherings] Jahrbücher für die Dogmatik des heutigen römischen und deutschen Privatrechts, Bd. 43, Jena 1901, S. 299–434 = in: Otto Lenel / Hans Lewald [Hrsg.]: Franz Kahn – Abhandlungen zum internationalen Privatrecht, München 1928, Bd. 1, S. 363–479.
- Die dritte Haager Staatenkonferenz für internationales Privatrecht, in: [Niemeyers] Zeitschrift für internationales Privat- und öffentliches Recht, Bd. 12, Leipzig 1903, S. 1–21, 210–261, 385–437; Bd. 13, 1903, S. 299–351, 394–396; Bd. 15, 1905, S. 125–264 = in: Otto Lenel / Hans Lewald [Hrsg.]: Franz Kahn – Abhandlungen zum internationalen Privatrecht, München 1928, Bd. 2, S. 37–178, 302–444
- Die einheitliche Kodifikation des internationalen Privatrechts durch Staatsverträge, Leipzig 1904 = in: Otto Lenel / Hans Lewald [Hrsg.]: Franz Kahn – Abhandlungen zum internationalen Privatrecht, München 1928, Bd. 2, S. 1–37.

Quelle: